# Observatoire rayons X Lynx
L'Observatoire rayons X Lynx  est  un des quatre observatoires spatiaux que l'agence spatiale américaine, la NASA, envisage de développer au cours de la décennie 2025-2035. Lynx est proposé par une équipe pilotée par le Centre de vol spatial Marshall. Il doit observer le rayonnement X mou (0,1 - 10 keV) émis par les phénomènes les plus énergétiques de l'univers. Le télescope qui dispose de trois instruments combinant imageur et spectromètres, devrait disposer sur un champ de vue étendu (rayon 10 minutes d'arc) d'une résolution spatiale inférieure à la seconde d'arc soit 50 à 100 fois mieux que l'observatoire Chandra qu'il doit remplacer. La résolution spectrale de ses instruments atteint 2 000.
L'observatoire Lynx doit observer les phénomènes les plus violents à l’œuvre dans l'univers. Il est conçu pour retracer les processus à l'origine de la formation des galaxies et de leur évolution. Il doit permettre l'étude de l'apparition et l'évolution des trous noirs supermassifs dans les premières galaxies. Enfin, il doit recueillir des données sur l'ensemble des processus associés au cycle de vie des étoiles depuis leur formation jusqu'à leur mort. Si le projet est retenu, le télescope sera lancé vers 2039 et placé en orbite autour du point de Lagrange L2. La durée de la mission primaire est de cinq ans et le télescope dispose de consommables (ergols) garantissant une durée de vie minimum de 20 ans.
Fin 2022 la NASA décide de suivre les recommandations du rapport décennal de l'Académie des sciences des États-Unis relatif à l'astronomie et à l'astrophysique et choisit un projet combinant les caractéristiques de deux des autres propositions :  LUVOIR et HabEx. Le nouveau télescope, baptisé HWO, devrait être lancé vers 2040 s'il obtient un financement.

## Contexte

### Définition des projets prioritaires en astrophysique pour la décennie 2025-2035
Dans les domaines scientifiques, la NASA choisit les projets qu'elle compte développer en s'appuyant sur un rapport établi chaque décennie. Le prochain rapport relatif à l'astronomie et à l'astrophysique (The Astronomy and Astrophysics Decadal Survey 2020), qui doit être publié en 2020, définira les axes prioritaires dans ces domaines pour la décennie 2025-2035. Dans ce contexte, la NASA a financé l'étude de quatre projets d'observatoire spatial par des équipes comprenant des membres de l'agence spatiale, des chercheurs extérieurs et de représentants de l'industrie. Ces projets sont :  LUVOIR, HabEx (Habitable Exoplanet Imager), Lynx et OST (Origins Space Telescope ),,.
Les principales caractéristiques de ces projets étudiés sont les suivantes, :
- LUVOIR (Large UV/Optical/Infrared Surveyor) est un télescope spatial observant en ultraviolet, visible et proche infrarouge. Il dispose d'un miroir primaire  de 8 mètres ou 15 mètres. L'architecture est proche de celle de JWST avec un miroir segmenté et envoyé dans l'espace en position repliée ainsi qu'un grand bouclier thermique.
- HabEx (Habitable Exoplanet Observatory) est un télescope conçu pour l'observation des exoplanètes en particulier leur atmosphère. Le télescope dispose d'un miroir d'une seule pièce de 4 mètres de diamètre. Pour pouvoir observer les exoplanètes, l'étoile sera masquée par un coronographe. Deux types de coronographe sont étudiés : un coronographe classique et un coronographe de 50 à 70 mètres de diamètre qui serait installé sur un satellite situé à plusieurs milliers de kilomètres du télescope.
- L'observatoire rayons X Lynx dont les caractéristiques sont détaillées ci-dessous.
- OST (Origins Space Telescope ) proposé par une équipe emmenée par le Centre de vol spatial Goddard, est équipé d'un miroir primaire de 10 mètres de diamètre, observera les parties les plus éloignées de l'Univers dans l'infrarouge lointain (8 à 800 microns). Pour y parvenir, le télescope doit utiliser des détecteurs particulièrement performants, l'aspect le plus pointu du projet. Son miroir doit être refroidi à 4 kelvin et ses détecteurs à 0,05 kelvin à l'aide de cryoréfrigérateurs permettant de se passer de consommables qui limiteraient la durée de vie.

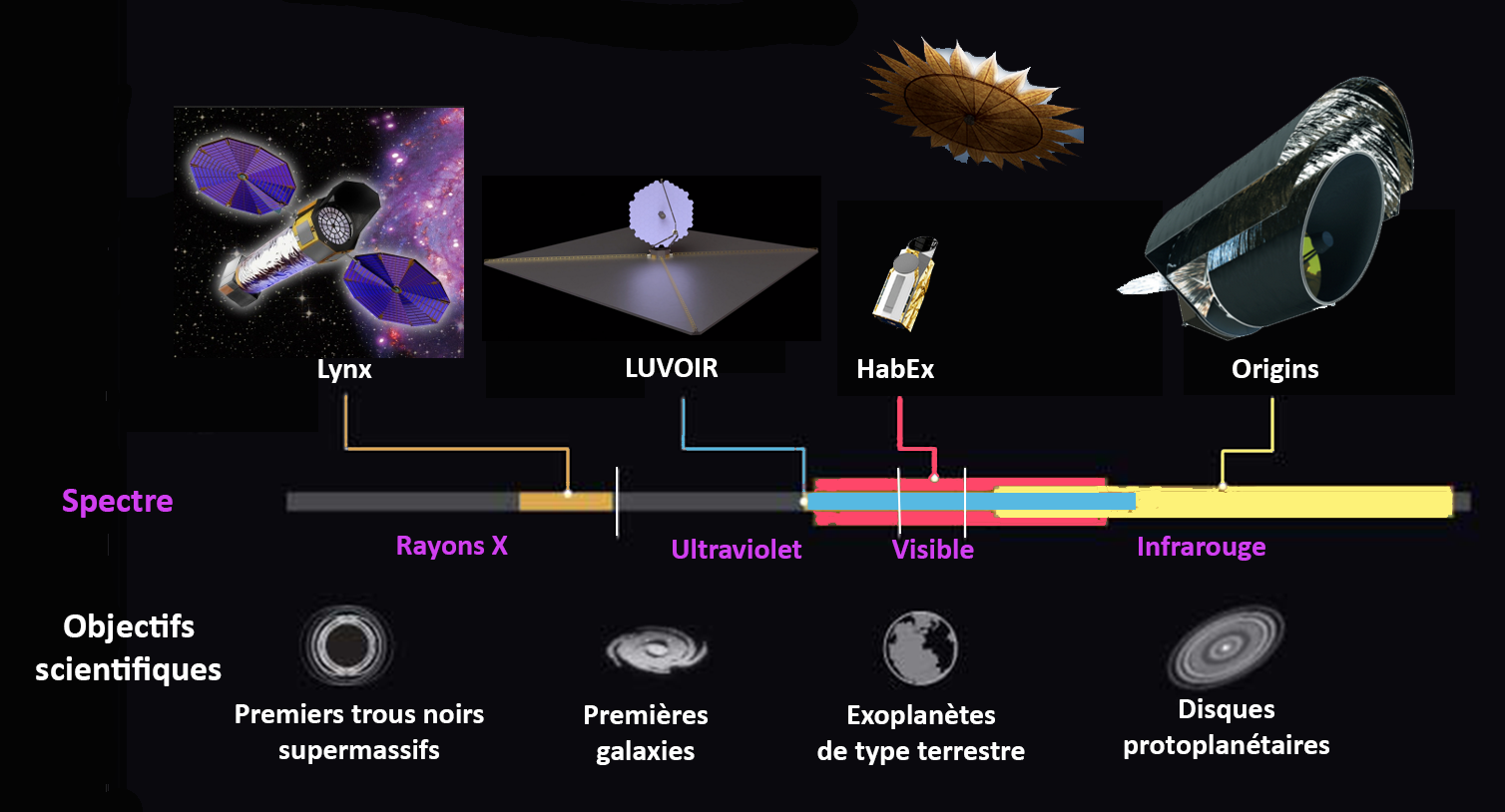
Les quatre télescopes étudiés par la NASA pour la décennie 2030 : Lynx, LUVOIR, HabEx et Origins (OST).

### L'impact des dépassements des projets JWST et WFIRST
Lorsque la NASA demande initialement en 2016 aux quatre équipes de détailler leur projet, il leur est donné pour consigne de ne prendre en compte aucune limite de coût. De ce fait, plusieurs projets dépassent les 5 milliards US$, le projet le plus coûteux atteignant 20 milliards US$. Mais en 2018, les deux grands projets astronomiques de la NASA en cours de développement rencontrent des problèmes qui vont avoir des retombées sur ces propositions : le télescope infrarouge JWST continue de subir des dépassements budgétaires (coût multiplié par 8 depuis l'origine et dépassant les 8 milliards US$) et calendaires (décalage du calendrier de 10 ans) tandis que WFIRST voit également son coût doubler passant de 2 à 4 milliards US$ en 2018. Dans ce contexte, la NASA demande en juin 2018 aux quatre équipes de proposer deux versions de leur projet : la première version ne tient pas compte des contraintes de budget tandis que la deuxième doit rentrer dans une enveloppe comprise entre trois et cinq milliards de US$. Les quatre études sont finalisées au cours de l'été 2019. Il est prévu que leur contenu soit pris en compte par le rapport décennal de la NASA fixant les priorités pour la décennie 2025-2035 qui sera publié au printemps 2020. Ce dernier, qui synthétise les attentes de la communauté des astronomes et astrophysiciens, pourrait recommander un projet mais il pourrait également, renoncer au développement de ces télescopes de grande taille pour ne pas retomber dans les errements du projet JWST.

## Objectifs scientifiques
Les rayons X sont émis par les événements les plus violents se produisant dans l'univers, ce qui permet à Lynx, spécialisé dans l'observation de ces longueurs d'onde, d'étudier ces phénomènes. Compte tenu de cette capacité du télescope spatial, les principaux objectifs de la mission sont les suivants : 
Préciser les processus qui aboutissent à la formation des galaxies et à leur évolution
Les phénomènes aboutissant à la concentration puis à l'évolution de la matière physique pour former les principales structures du cosmos sont en grande partie déclenchés par des processus violents qui produisent et dispersent de grandes quantités d'énergie et de matériaux métalliques dans l'espace sous forme de matière visible chaude et ionisée. Lynx doit cartographier les nuages de gaz chauds situés à proximité des galaxies et dans les régions intergalactiques ainsi que détailler les différentes modalités d'échanges d'énergie.
Retracer la genèse des trous noirs supermassifs situés au cœur des galaxies
Les trous noirs présents au sein des galaxies se forment dès la formation de celles-ci. Lynx doit détecter les premiers trous noirs supermassifs situés au centre des premières galaxies de l'univers. Celles-ci auront été identifiées au préalable par la télescope spatial infrarouge JWST lancé en 2021. Lynx doit mesurer la croissance de ces trous noirs à compter de leur apparition et apporter des éléments sur la manière dont ces objets célestes évoluent avec leur galaxie hôte. L'analyse du rayonnement X émis est le moyen idéal d'observer ces jeunes trous noirs.
Recenser de manière exhaustive les processus à l'origine de la naissance des étoiles, de leur évolution et de leur mort.
Lynx doit étudier avec une profondeur inégalée et dans une large gamme d'énergie les processus jouant un rôle essentiel dans la formation et la mort des étoiles, dans l'évolution de leur structure interne, dans les interactions entre l'étoile et ses planètes, dans la formation des éléments chimiques composant celles-ci et dans les événements cosmiques violents. Le télescope spatial doit accroître nos connaissances sur les étoiles à neutrons par l'étude des d'étoiles binaires X dans les galaxies aussi éloignées que 10 mégaparsecs et identifier la contrepartie des ondes gravitationnelles détectées par les observatoires terrestres.

## Caractéristiques techniques
L'observatoire spatial Lynx est un engin spatial d'environ 7,7 tonnes, long de 12,7 mètres pour un diamètre de 4,5 mètres en position de stockage durant le lancement. Il est composé de quatre modules principaux. Le premier de ces modules porte l'obturateur mobile qui protège la partie optique ainsi que les panneaux solaires. Le télescope proprement dit, long de 10 mètres, comprend trois parties. La première partie est constituée d'une optique Wolter-Schwarzschild (LMA pour Lynx Mirror Assembly), de collimateurs et d'un réseau de diffraction escamotable. Le banc optique (OBA pour Optical Bench Assembly) est un long tube reliant le LMA au module ISIM (Integrated Science Instrument Module). Ce dernier regroupe les trois instruments scientifiques chargés d'analyser le rayonnement X recueilli. L'engin spatial est stabilisé 3 axes avec une précision de pointage de 10 secondes d'arc et une dérive d'un sixième de seconde d'arc par seconde. L'énergie est produite par des panneaux solaires qui fournissent environ 7 400 watts. Une mémoire de masse permet de stocker 500 gigabits. Chaque jour 240 gigabits de données sont transférées.

### Optique
Le miroir est une optique Wolter-Schwarzschild longue de 85 centimètres pour un diamètre externe de 3 mètres et une masse d'environ 2 tonnes. Il est composé de 12 coquilles réalisées en assemblant 37 492 segments individuels de 10x10 cm. Chaque segment est constitué d'une plaque de silicium cristallin épaisse de 0,5 mm. L'optique Wolter-Schwarzschild permet d'avoir une optique plus courte qui contrairement à une optique Wolter et permet de disposer de bonnes performances sur un champ de vue étendu. Le miroir est conçu pour faire converger vers les instruments le rayonnement X dont l'énergie est comprise entre 0,2 et 10 keV avec une résolution angulaire de 0,5 seconde d'arc dans l'axe et inférieure à une seconde d'arc sur l'ensemble du champ de vue. Ce dernier a un diamètre de 20 minutes d'arc. La surface effective du miroir est de 2 m² pour un rayonnement de 1 keV et de 0,1 m² pour 6 keV.

## Instruments
Le télescope Lynx emporte trois instruments :
- HDXI (High-Definition X-ray Imager) est un spectromètre imageur avec un champ de vue de 22 x 22 minutes d'arc qui permet d'obtenir une résolution angulaire de 0,33 seconde d'arc. Les détecteurs sont constitués de 21 puces de 1024x1024 pixels disposés en cinq rangées de cinq en excluant les coins. La résolution spectrale attendue est de 5000. HDXI  dérive d'instruments qui équipent les télescopes spatiaux Chandra et XMM-Newton[9].
- LXM (Lynx X-ray Microcalorimeter) est un spectromètre imageur permettant d'obtenir une résolution spectrale comprise entre 3 eV et 0,3 eV sur un champ de vue compris entre 1x1 minute d'arc et 5x5 minutes d'arc. La résolution spatiale est comprise entre 0,5 et 1 seconde d'arc[10].
- XGS (X-ray Grating Spectrometer) est un spectromètre qui fournit une résolution spectrale de 5000 pour une surface effective de 4000 cm² à 0,6 keV[11].

## Déroulement de la mission Lynx
Si la phase A du projet démarrait en 2025, le lancement pourrait avoir lieu en 2039 (durée du développement 15 ans). La durée de la mission primaire est de 5 ans et le volume des consommables (ergols) garantit un fonctionnement durant 20 ans. Le télescope est conçu pour permettre sa maintenance en cours de vie. Le télescope spatial sera placé en orbite autour du point de Lagrange L2 du système Terre-Soleil sur une orbite de Halo de 800 000 km de rayon. Le point de Lagrange, situé de manière constante à 1,5 million de kilomètres de la Terre, permet de bénéficier d'un environnement thermique stable sans obstruction importante de notre planète tout en restant à une distance de celle-ci compatible avec des débits élevés pour le transfert de données. Malgré l'éloignement de la Terre (4 fois la distance Terre-Lune), le télescope sera conçu pour pouvoir être entretenu par un équipage humain en cours de vie comme l'était Hubble qui toutefois ne se situe qu'à 800 kilomètres. Compte tenu de sa masse (moins de 8 tonnes) et de son diamètre en position de stockage (4,5 mètres), Lynx peut être lancé par plusieurs types de lanceurs disponibles dans la décennie 2030 en particulier par la fusée géante Space Launch System (SLS) de la  NASA.

## Sélection du projet HWO
Le projet Lynx n'est pas retenu. Fin 2022 la NASA décide de suivre les recommandations du rapport décennal de l'Académie des sciences des États-Unis relatif à l'astronomie et à l'astrophysique et choisit un projet combinant les caractéristiques de LUVOIR avec certaines des caractéristiques du projet HabEx. Le diamètre du miroir primaire retenu (6,5 à 8 mètres) permettrait d'utiliser un miroir monolithique (source d'économie par rapport au miroir segmenté et pliable du JWST) car les lanceurs lourds qui seront opérationnels à la date de lancement (New Glenn, Space Launch System et Starship) prévoient de disposer d'une coiffe de grande taille. Il n'est pas exclu que le télescope utilise un coronographe externe comme le prévoyait la proposition HabEx. Pour limiter les lumières parasites et protéger le miroir primaire des micrométéorites, l'optique pourrait être protégée par un tube contrairement au JWST. L'optique active sera plus performante que celle du JWST pour les observations dans l'ultraviolet et en lumière visible. Le télescope sera  placé au point de Lagrange L2 du système Terre-Soleil. Contrairement au JWST, HWO sera conçu pour pouvoir être réparé et amélioré par des missions robotiques (sans équipage). Il sera capable de détecter les biomarqueurs d'au moins 25 exoplanètes de type terrestre situées dans la zone habitable de leurs étoiles. Ce nouveau télescope, baptisé HWO (Habitable Worlds Observatory) devrait être lancé vers 2040 s'il obtient le financement prévu (11 milliards US$).